# Pipturus ruber
Pipturus ruber är en nässelväxtart som beskrevs av A. A. Heller.. Pipturus ruber ingår i släktet Pipturus och familjen nässelväxter. Inga underarter finns listade i Catalogue of Life.